# Xã Union, Quận Perry, Missouri
Xã Union (tiếng Anh: Union Township) là một xã thuộc quận Perry, tiểu bang Missouri, Hoa Kỳ. Năm 2010, dân số của xã này là 1.062 người.